# Ваалимаа
Ва́алимаа (фин. Vaalimaa) — деревня в муниципалитете Виролахти в Финляндии. Расположена вдоль берега небольшой реки Ваалимаанйоки у автомагистрали E 18 вблизи российско-финляндской границы, входит в Пограничный округ Юго-восточная Финляндия.
В Ваалимаа находится крупнейший автомобильный пункт пропуска на российско-финляндской границе — более 2 миллионов автомобилей в год. С российской стороны пограничный переход называется МАПП Торфяновка.

## Пропускной пункт
Код пункта выпуска для оформления таможенной декларации (Office of exit) — FI499300.
Граница открыта 24 часа в сутки, для граждан всех стран, имеющих соответствующие документы на пересечение границы. Пропуск легковых и грузовых автомобилей происходит раздельно. Возможны очереди как легковых, так и грузовых автомобилей. Очереди из грузовиков на этой таможне иногда достигают 40 км.
С 2004 года переход открыт и для велосипедистов, как и все остальные КПП на российско-финляндской границе в Ленинградской области. С финской стороны до КПП проложена велосипедная дорожка. Однако переход границы пешком запрещён. С января по август 2013 года пункт пересекли 2 401 000 человек.